# Дума про казака Голоту (фильм)
«Дума про казака Голоту» — советский героико-приключенческий фильм по мотивам повести Аркадия Гайдара «Р. В.С.».

## Сюжет
Гражданская война, 1920 год. Все мужчины Ольховки ушли на фронт, оставив стариков, женщин и детей. Небольшое село становится приманкой для белобандитов, которыми командует Козолуп. Но приезжает из города к деду-лирнику подросток Жиган, который сразу же находит себе приятеля — Сашко́, сына бойца Красной Армии. Однажды Сашко случайно узнаёт, что бандиты готовят расправу над красным комиссаром, который должен появиться в селе. Мальчики решают предупредить его и занимают посты на просёлочных дорогах. В итоге деревенский мальчишка Сашко, сын красноармейца, вместе с Жиганом спасают комиссара, попавшего в засаду белых.

## В ролях
- Константин Нассонов — комиссар
- Наум Соколов — дедушка
- Нина Русинова — мать
- Александр Гречаный — Головень
- Никон Старостин — атаман Козолуп
- Николай Горлов — атаман Левко
- Фаина Раневская — сельская попадья
- Константин Тыртов — Сашко
- Леонид Шехтман — Васька Жиган
- Виктор Селезнёв — Суслик

## Съёмочная группа
- Режиссёр: Игорь Савченко
- Сценарий: Игорь Савченко
- Оператор: Юлий Фогельман
- Художник: Людмила Блатова
- Композиторы: Сергей Потоцкий и Дмитрий Покрасс
- Текст песни: Василий Лебедев-Кумач

## Дополнительно
Песня из фильма «Дума про казака Голоту» позже была доработана братьями Покрасс и стала самостоятельным произведением — песней военных лет «Не скосить нас саблей острой».
Музыка: Даниил Покрасс и Дмитрий Покрасc. Слова: Василий Лебедев-Кумач. Исполнитель: Д. Д. Головин.
Весь народ встанет грозно и смело,

Как орёл на защиту гнезда,

Никому нас рабами не сделать,

Никому, ни за что, никогда!